# Война с Котиром
«Война с Котиром» (англ. Mossflower, также переводилась на русский язык как «Котир, или война с дикой кошкой») — вторая книга из цикла «Рэдволл» английского писателя Брайана Джейкса. Была впервые опубликована в 1988 году в Великобритании. В России книга была впервые опубликована в 1997 году издательством Азбука-Терра в переводе Георгия Начинкина.

## Сюжет
Мышь Мартин Воитель зимой попадает в Котир — твердыню Страны Цветущих Мхов, в которой правит старый кот Зеленоглаз. У кота двое детей — тихоня Джиндживер и жестокая Цармина. Цармина захватила власть над Страной Цветущих Мхов, отравив отца и обвинив в этом Джиндживера. Она сломала меч Мартина и бросила мыша в подземелье, приказав отдать ему рукоять — всё, что осталось от его меча. Проходит время, и вместе с ним оказывается также мышь Гонф, который неоднократно воровал запасы хлеба, сыра и октябрьского эля. Гонф рассказывает Мартину, что жители страны тайно создали Совет Сопротивления — «Сосоп», и что они здесь долго не задержатся. Героям присылают инструменты и они убегают из тюрьмы, выпрыгнув из окна столовой. Мартин знакомится с предводителем выдр Командором, предводительницей белок Госпожой Янтарь и барсучихой Беллой. Белла уверена — можно победить Цармину, если в Страну Цветущих Мхов вернётся отец Беллы, Вепрь-Боец, много лет назад ушедший к горе Саламандастрон. Вернуть барсука вызываются Мартин, Гонф и крот Динни…

## Издания в России
- Джейкс Б. Котир, или война с дикой кошкой / Пер. с английского Г. Начинкина. — СПб. Азбука — Кн. клуб «Терра», 1997. — 445 с. ISBN 5-7684-0420-1

Аннотация: отсутствует.
- Джейкс Б. Война с Котиром / Пер. с английского Г. Начинкина. — СПб.: Азбука-классика, 2002. — 391 с. ISBN 5-352-00250-0

Аннотация: Долгие годы армия безжалостных хищников под предводительством злобной повелительницы Цармины терзала Страну Цветущих Мхов. Кажется, ничто не могло спасти несчастных жителей страны от невыносимой тирании. Но их призывы о помощи достигли стен аббатства Рэдволл, и вот уже его обитатели спешат на выручку своим братьям. Их ведет доблестный воин по имени Мартин Воитель. И пусть враг силен и коварен! Тот, кто защищает свободу, должен побороть свой страх, и тогда отважное сердце приведет его к победе!